# لاري هانكس
لاري هانكس (بالإنجليزية: Larry Hanks)‏ هو أستاذ جامعي وعالم حشرات أمريكي، ولد في 26 يناير 1953 في مقاطعة ألاميدا في الولايات المتحدة.